# Акиаки
Акиаки (фр. Akiaki) — атолл в архипелаге Туамоту (Французская Полинезия). Расположен в 130 км к северо-западу от атолла Нукутаваке, в 160 км к востоку от атолла Хао и в 45 км к северо-западу от атолла Вахитахи.

## География
В центре Акиаки в прошлом находилась лагуна, которая в настоящий момент высохла. Площадь острова составляет около 1,3 км². Акиаки по геологической структуре относится к поднятым атоллам.

## История
Атолл был открыт в 1768 году французским мореплавателем Луи Антуаном де Бугенвилем. Подплывая к Акиаки, француз увидел на берегу туземцев, которые махали длинными копьями. Именно поэтому Бугенвиль назвал остров фр. Île des Lanciers (в пер. «остров жителей с копьями»). Год спустя здесь высадился английский путешественник Джеймс Кук, назвавший остров англ. Thrum Cap (в пер. «шляпа из бахромы»), так как Акиаки напоминал по форме шляпу матроса.

## Население
Остров необитаем (2007).

## Административное деление
Административно входит в состав коммуны Нукутаваке.